# Cratere Alamos
Alamos (23°28'48N 322°52'48E) è un cratere sulla superficie di Marte nella maglia di Oxia Palus. Il nome, che deriva dall'omonima città messicana, gli venne assegnato il 14 settembre 2006.